# Asterina champereiicola
Asterina champereiicola är en svampart som beskrevs av B. Song & T.H. Li 2004. Asterina champereiicola ingår i släktet Asterina och familjen Asterinaceae.   Inga underarter finns listade i Catalogue of Life.